# Operatie "Bom"
Operatie "Bom" (Spaans: Operación ¡bomba!) is een stripalbum uit de reeks Paling en Ko van tekenaar Francisco Ibáñez. De oorspronkelijke versie werd in 1972 uitgebracht als #17 in de Ases del Humor-reeks na voorpublicatie in het stripblad Mortadelo (zoals de lange kale helft van het tweetal in het Spaans heet) van mei tot juli 1972. In 1976 werd het album in het Nederlands uitgebracht als #16 en doorbrak daarmee de synchroon lopende volgorde aan de Spaanse reeks.

## Naamsverwarring
Als gevolg van een jarenlange naamsverwarring wordt de kale meestervermommer hier Ko genoemd en de korte met de twee haren (door zijn collega steevast met chef en u aangesproken) Paling.

## Verhaal
Rolf 'de Spion' heeft een aantal bommen in de stad geplaatst die vlak voor de ontploffing een zoemgeluid maken; omdat de twee beste agenten van de geheime dienst niet beschikbaar zijn stuurt de Superintendant Paling en Ko er op uit om de bommen onschadelijk te maken. Ze zoeken op de volgende plaatsen;
- Het hoofdkwartier van de geheime dienst; Paling en Ko denken steeds gezoem te horen en slaan toe om de bom onschadelijk te maken, maar het blijken spullen te zijn van de forsgebouwde agent Lastpak (Bestiajez in het Spaans, en Johnny in de Nederlandse versie van de tekenfilmbewerkingen). De bom zit echter in de bank waarop ze bijkomen van de klappen die Lastpak hen heeft uitgedeeld.
- De villa van Kli-Wang-Ho, consul van Maotsetanie; de kale denkt de bom te hebben gevonden en gooit hem vanuit het raam naar beneden. Het blijkt echter de consul te zijn, en de bom zit in het kussen dat de chef hem geeft om op uit te rusten.
- Het Natuurhistorisch Museum; de bom lijkt ditmaal onvindbaar, totdat de kale Super wil bellen en denkt dat de telefoon in gesprek is omdat hij gezoem hoort (in plaats van tuut, tuut).
- Theater Scandaleuse; de kale ontdekt dat de bom in een doos zit en gooit deze naar de chef die op het podium terechtkomt tijdens het optreden van de tenor Don Juan.
- Het magazijn Jantje Rommel; Paling en Ko voeren deze opdracht uit tijdens een drukbezochte tekensessie van hun schepper Francisco Ibáñez (op de affiche staat steevast 'verboden apennootjes te gooien'). De kale stopt de bom in een brandkast, maar dit blijkt een kartonnen monster te zijn.
- Het sportpaleis; de kale stapt de boksring in omdat dat weleens de plek zou zijn waar de bom verstopt zit. Het is echter een van zijn bokshandschoenen.
- Het vliegveld; zoals de agenten vermoeden zit de bom achter in een vrachttoestel verstopt. De kale steekt er zijn sigaret mee aan omdat hij denkt dat het een gasaansteker is. De twee agenten komen met de staart van het vliegtuig op de Noordpool terecht.
- Het circus; Paling en Ko vinden de bom die ontploft tijdens de opvoering van de levende kanonskogel
- Hotel International; de bom zit in een balpen die de kale van schrik in de bemande lift gooit.
- De dierentuin; Paling en Ko zien dat de kameel de bom uit zijn eten vist en grijpen hem bij de nek waarna ze in de woestijn belanden.
- De schuilplaats van Rolf; Paling en Ko weten hem te overmeesteren en nemen de voorraad bommen mee. Echter, de doos die de kale draagt scheurt met als gevolg dat het hoofdkwartier door de enorme explosie naar Egypte wordt verplaatst, en Rolf teruggevonden wordt op het dak van het Empire State Building. Paling en Ko verstoppen zich naar goed gebruik in een uithoek van de wereld terwijl Super ze zoekt met grof geschut.

## Verwijzingen
- Op pagina 15 krijgen de agenten hun instructies te horen via een langspeelplaat die zichzelf binnen vijf seconden vernietigt. Als de chef vervolgens het lied Wordt wakker hoort slaat hij de platenspeler aan diggelen, eveneens binnen de vastgestelde tijd.
- Op pagina 35 worden Paling en Ko na hun zoveelste blunder gemarteld met drieduizend draaibeurten van George Baker's Paloma Blanca.

In de Spaanse versie gaat het in beide gevallen om het Songfestivallied Amanece van Jaime Morey.